# Денъм Елиът
Денъм Мичъл Елиът, CBE (на английски: Denholm Mitchell Elliott) е британски филмов, театрален и телевизионен актьор, носител на шест награди БАФТА и номиниран за „Оскар“. Известни филми с негово участие са „Недостижимият мост“, „Момчетата от Бразилия“, „Похитителите на изчезналия кивот“, „Смяна на местата“, „Частно парти“, „Стая с изглед“, „Отбраната на царството“, „Индиана Джоунс и последният кръстоносен поход“, сериалът „Разкази с неочакван край“ и други.
Денъм Елиът е командор на Британската империя от 1988 г. заради приноса му към актьорството.

## Биография
Денъм Елиът е роден на 31 май 1922 г. в западния район Илинг на британската столица Лондон, в семейството на Нина и Майлс Леймън Фар Елиът. Баща му е адвокат. Получава образованието си в колежа „Малверн“ в графство Устършър, а впоследствие постъпва в Кралската академия за драматично изкуство в Лондон, но прекъсва образованието си, за да се присъедини към армията по време на Втората световна война. Там Елиът служи на ескадрила към Кралските военновъздушни сили. През 1942 г. самолетът му е свален край германския остров Силт в провинция Шлезвиг-Холщайн и той прекарва три години като военнопленник в затвора, където организира аматьорски драматични групи за забавление на затворниците. След края на войната Елиът е освободен и се завръща в Лондон, където се присъединява към театрална трупа.
Денъм Елиът е бисексуален, но пази този факт в тайна през целия си живот. Той се е женил два пъти. През 1954 г. сключва брак с британската актриса Вирджиния Маккена, но се развеждат след няколко месеца. През 1962 г. се жени за актрисата Сюзън Робинсън. Двамата имат син и дъщеря – Марк и Дженифър.
През 1987 г. е диагностициран с ХИВ. Умира на 6 октомври 1992 г. в дома си на остров Ибиса, от усложнения при туберкулоза, свързани със заболяването му от СПИН.

## Кариера
Филмовия си дебют прави през 1949 г. с поддържаща роля в комедията „Скъпи господин Прохак“. С участия в над 150 филмови и телевизионни продукции в продължение на над четири десетилетия Денъм Елиът достига върха на своята кариера през 1980-те години, когато е номиниран единадесет пъти за награди на Британска академия за филмово и телевизионно изкуство, за главни и поддържащи роли, печелейки шест от тях. Получава и номинация за награда „Оскар“ в категория „най-добра поддържаща мъжка роля“ за изпълнението си в класиката „Стая с изглед“ (1985).
Вероятно най-широка популярност му носи превъплъщението в колоритния образ на Маркъс Броуди, в два от филмите от хитовата поредица за Индиана Джоунс – „Похитителите на изчезналия кивот“ (1981) и „Индиана Джоунс и последният кръстоносен поход“ (1989).

## Избрана филмография
| Година | Филм                                          | Оригинално заглавие                | Роля                             | Режисьор        | Бележки |
| ------ | --------------------------------------------- | ---------------------------------- | -------------------------------- | --------------- | --- |
| 1966   | Алфи                                          | Alfie                              |                                  |                 | |
| 1971   | Търсене на любовта                            | Quest for Love                     | Том Люис                         |                 | |
| 1972   | Мадам Син                                     | Madame Sin                         | Малкълм Де Върв                  |                 | |
| 1975   | Руска ролетка                                 | Russian Roulette                   | Петапийс                         |                 | |
| 1976   | Робин и Мериън                                | Robin and Marian                   | Уил Скарлет                      |                 | |
| 1977   | Недостижимият мост                            | A Bridge Too Far                   | метеорологичен офицер            | Ричард Атънбъро | |
| 1978   | Малко момиче в синьо кадифе                   | Little Girl in Blue Velvet         | Майк                             |                 | |
| 1978   | Момчетата от Бразилия                         | The Boys from Brazil               | Сидни Бейнън                     | Франклин Шефнър | |
| 1979   | Свети Джак                                    | Saint Jack                         | Уилям Лий                        |                 | - номинация за награда на БАФТА за най-добър поддържащ актьор                                                      |
| 1979   | Разкази с неочакван край                      | Tales of the Unexpected            | Харолд Тинкър / Полковник Тинкър |                 | - награда на БАФТА за най-добър телевизионен актьор                                                                |
| 1981   | Похитителите на изчезналия кивот              | Raiders of the Lost Ark            | Маркъс Броуди                    | Стивън Спилбърг | - номинация за награда на БАФТА за най-добър поддържащ актьор                                                      |
| 1982   | Мисионерът                                    | The Missionary                     | епископът                        |                 | |
| 1983   | Смяна на местата                              | Trading Places                     | Колмън                           | Джон Ландис     | - награда на БАФТА за най-добър поддържащ актьор                                                                   |
| 1984   | Острието на бръснача                          | The Razor's Edge                   | Елиът Темпълтън                  |                 | |
| 1984   | Частно парти                                  | A Private Function                 | д-р Чарлс Суоби                  |                 | - награда на БАФТА за най-добър поддържащ актьор                                                                   |
| 1985   | Стая с изглед                                 | A Room with a View                 | Г-н Емерсън                      | Джеймс Айвъри   | - номинация за „Оскар“ за най-добър поддържащ актьор - номинация за награда на БАФТА за най-добър поддържащ актьор |
| 1986   | Отбраната на царството                        | Defense of the Realm               | Върнън Бейлис                    |                 | - награда на БАФТА за най-добър поддържащ актьор                                                                   |
| 1987   | Морис                                         | Maurice                            | доктор Бари                      |                 | |
| 1987   | Септември                                     | September                          | Хауърд                           |                 | |
| 1988   | Ключът към свободата                          | Keys to Freedom                    | инспектор Базил Крисп            |                 | |
| 1989   | Индиана Джоунс и последният кръстоносен поход | Indiana Jones and the Last Crusade | Маркъс Броуди                    | Стивън Спилбърг | |
| 1989   | Банкок Хилтън (минисериал)                    | Bangkok Hilton                     | Харолд Стантън                   | Кен Камерън     | |